# Área de control terminal

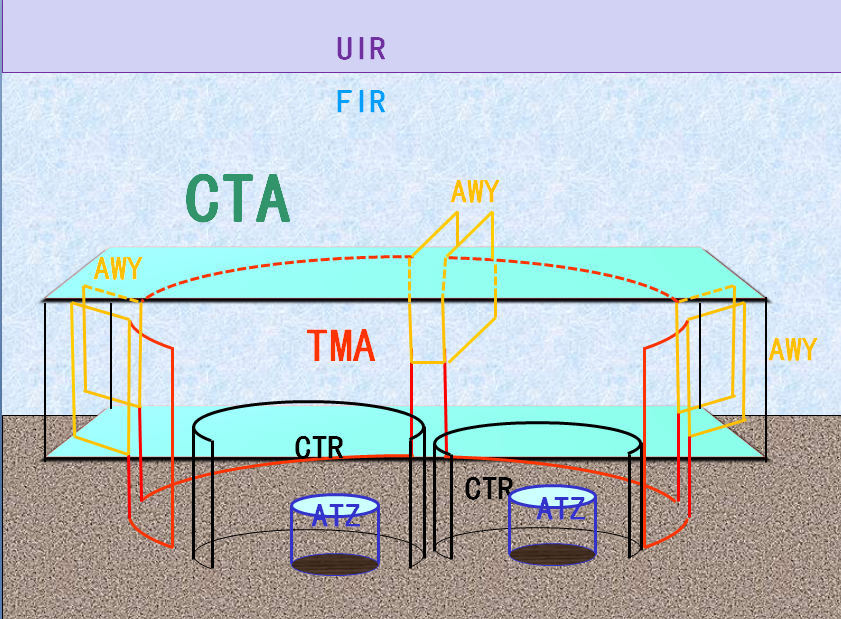
Los TMA abarcan uno o varios CTR y su forma es generalmente cilíndrica pero puede variar de acuerdo la disposición de los aeropuertos.

En aviación, el área de control terminal (TMA del inglés terminal control area) es un área designada de espacio aéreo establecida generalmente en la confluencia de rutas ATS en las inmediaciones de uno o más aeropuertos principales.

## Generalidades
El espacio aéreo TMA normalmente está diseñado generalmente en una configuración circular centrada en uno o varios aeropuertos y se diferencia de una zona de control (CTR) en que abarca áreas mayores, creando una forma de "pastel de bodas al revés".
El área de control terminal permite al servicio de tránsito aéreo (ATS) que opera en la misma, el Centro de control de área (ACC), una gestión completa de los vuelos IFR, tanto de los vuelos que salen desde una o más CTR como a los que llegan desde respectivas rutas ATS y, considerada la dimensión del área, la posibilidad de maniobrar a los tránsitos fuera de las rutas ATS para poder conseguir un ordenamiento de tránsito eficiente y seguro.